# BeppoSAX
BeppoSAX fue un observatorio espacial de rayos X fruto de la colaboración entre los Países Bajos e Italia. Originalmente denominado SAX (Satellite per Astronomia X, en italiano), fue renombrado BeppoSAX en honor a Giuseppe "Beppo" Occhialini, físico italiano. El observatorio fue lanzado el 30 de abril de 1996 mediante un cohete Atlas desde Cabo Cañaveral. Al final de su misión reentró en la atmósfera, el 29 de abril de 2003.
La misión de BeppoSAX fue realizar estudios espectroscópicos y de variabilidad temporal de fuentes celestes de rayos X en la banda de energías entre 1 y 200 keV, incluyendo una monitorización completa del cielo para la detección de eventos transitorios en el rango entre 2 a 30 keV.
Entre la instrumentación, el satélite portaba cuatro concentradores de rayos X sensibles a energías entre 1 y 10 keV (con uno de ellos capaz de detectar energías tan bajas como 0,1 keV), un centelleador de gas sensible a entre 3 y 12 keV y un centelleador de cristal de ioduro de sodio para energías entre 15 y 200 keV.